# Музыкальная импровизация
Музыкальная импровизация (итал. improvisazione, от лат. improvisus — неожиданный, внезапный) — исторически наиболее древний тип музицирования, при котором процесс сочинения музыки происходит непосредственно во время её исполнения.
Первоначально импровизация характеризуется канонизированным набором мелодических и ритмических элементов, варьированное сочетание которых не сковано канонами и обусловливает архитектоническую незамкнутость формы.
Импровизация господствует в фольклоре, музыке неевропейских культур, она получила широкое распространение также на раннем этапе европейской профессиональной музыки, когда запись была приблизительной и неполной (невмы, крюки), а кодификация норм композиции, ведущая к замкнутой форме, затрагивала лишь коренные свойства музыки (церковные лады), оставляя их конкретное воплощение в напевах отчасти на долю импровизации. Дифференциация системы музыкальных жанров и соответствующих нормативов привела в XI веке к отделению исполнительства от композиции. Однако импровизация сохранилась в виде исполнительского искусства орнаментики, которое подразумевалось при неполной нотной фиксации опуса.
Возникновение индивидуальных, внутренне законченных, несводимых к жанровым нормам музыкальных произведений потребовало их точной и полной записи, устраняющей произвол исполнителя. Вместо импровизации появилось искусство интерпретации. В творчестве композитора и интерпретатора импровизация существует в «снятом» виде: на подготовительном этапе формирования музыкальных образов; в нюансах исполнения авторского текста.
В XVII—XVIII вв. исполнительская импровизация сохранилась в традиции виртуозных фантазий, сольных каденций инструментальных концертов, в хоральных обработках (и даже фугах) у органистов. В конце XVIII — 1-й пол. XVIII вв. в аристократических салонах и на концертной эстраде импровизация была распространена в качестве специального номера программы у виртуозов.
В XX веке импровизация возродилась в фольклорном по происхождению искусстве джаза, а также в некоторых прикладных областях музыкальной культуры (музыкальные иллюстрации к «немым» кинофильмам в нач. XX века, музыкально-воспитательных упражнения для детей Эмиля Жак-Далькроза, Карла Орфа). С 1950-х годов импровизация стала опорным принципом в так называемых открытых формах музыки авангарда и неоавангарда. Некоторые музыкальные жанры сохранили названия, указывающие на их историческую связь с импровизацией (фантазия, прелюдия, импровизация). Современные композиторы продолжают использовать импровизацию в своих сочинениях.
К импровизации относят жанр экспромта.

## В западной музыке

### Средневековый период
Хотя мелодическая импровизация является важным фактором в европейской музыке с древнейших времен, первая информация о технике импровизации появилась в IX веке в трактатах, в которых содержались инструкции для исполнителей — как добавить новую мелодию на уже существующее церковное пение в стиле органума. На протяжении всего Средневековья и эпохи Возрождения, импровизированный контрапункт под cantus firmus (это практиковалось как в церковной музыке, так и в популярной танцевальной музыке), что уже являлось частью музыкального образования, и сейчас это рассматривается как наиболее важный вид ненаписанной музыки эпохи барокко.

### Эпоха ренессанса
После изобретения книгопечатания музыки в начале XVI века, стала существовать более подробная документация импровизационной практики, в виде опубликованных учебников, в основном это было в Италии. В дополнение к импровизации уже существовал контрапункт на cantus firmus, поэтому певцы и инструменталисты создавали некие импровизированные мелодии на аккордовые последовательности в виде остинато, придумывали сложные украшения для мелодических линий и изобрели так называемую музыку экспромт, то есть без какой-либо заданной схемы. Клавишные инструменталисты также практиковали экспромт, свободно отходили от форм различных песен.

### Эпоха барокко
Виды импровизации стали практиковаться в эпоху Возрождения — в основном, либо приукрашивались существующие детали или создания совершенно новые части произведений — это продолжилось в стиле раннего барокко, хотя были внесены некоторые достаточно важные изменения. орнаментация стала более контролироваться композиторами в некоторых случаях, что позволяло выписывать некоторые украшения, и заходить более широко, вводя символы и сокращения для определённых орнаментальных узоров в музыке. Два первых важных источников для вокальных украшений такого рода внесли Реголе Джованни Баттиста Бовичелли в Passaggi di musica (1594 г.), также это слышно в предисловии к коллекции Джулио Каччини, Le nuove musiche (1601/2 г.).

#### Музыкальные мелодические инструменты
В музыкальных книгах XVIII века стало ясно написано, что флейтисты, гобоисты, скрипачи и другие музыканты, играющих на мелодических инструментах, должны были не только украшением раньше сочинять пьесы, но и спонтанно импровизировать на тему прелюдий.

#### Клавишные, лютня и гитара
Схемы аккордов во многих барочных прелюдиях, например, можно было играть на клавиатуре и гитаре через педаль тонов или через повторяющиеся басовые ноты. Такие последовательности могли быть использованы во многих других структурах и ситуациях, и тогда они нашли отражение в творчестве Моцарта, но большинство прелюдий начинали играть с высоких частот поддерживается простой бас. И. С. Бах, например, особенно любил звук, производимый доминантой седьмой ступени и в основном её-то и играл, то есть использовал подвесной аккорд, также используя педаль тоники.
Так или иначе, бас Альберти использовался в барочной музыке, и поэтому стало распространенным случаем, что одна рука сопровождала и поддерживала движущиеся линии в верхнем голосе с контрастом с уже имеющимся большим значением, она сама имеет мелодическую форму и в основном размещена согласно гармонии. Эта полярность могла быть обратной — другой полезный метод для импровизации — путём изменения большего значения и обращения внимания на правую руку и воспроизведение линии слева с промежутками или иногда с движущимися линиями в обеих руках. Эта смена ролей между правой и левой руками определила для них другие характеристики. Наконец, в соответствии с этой полярностью, на этот вопрос нашёлся и ответ, который появился в музыке барокко — она имеет теперь вид фуги и канона. Этот метод был любимым в произведениях Скарлатти и Генделя, особенно в начале их произведений, даже когда не было фуги.

### Период классицизма

#### Импровизация на клавишных инструментах
Музыка классицизма стала отходить от стиля барокко в том, что иногда несколько голосов могут двигаться вместе — это касается и аккордов с участием обеих рук в виде кратких фраз, без каких-либо проходящих тонов. Хотя такие мотивы и были умеренно использованы Моцартом, они были восприняты гораздо более свободно Бетховеном и Шубертом. Такие аккорды также появились в какой-то степени в барочной музыке, в таких произведениях, как 3-я тема движения в Итальянском концерте Баха. Но в то время такие аккорды часто появлялись только в одном ключе одновременно (или в одной руке на клавиатуре) и не образовывали независимые фразы (это нашло свое отражение в более поздней музыке). Адорно отмечает это движение в Итальянском концерте как более гибкую импровизационную форму, в сравнении с Моцартом, предполагающим лишь постепенное уменьшение свободы импровизации задолго до его творческого спада, что стало довольно очевидным.
Вводный жест «тоника, субдоминанта, доминанта, тоника» появлялся, однако, как в форме в стиле барокко, так и продолжал появляться в начале высокого классицизма и в романтических пьесах для фортепиано (и во многой другой музыке). Например, это видно как в сонате Гайдна 16/№ 52, так и в сонате Бетховена опус 78.

#### Моцарт и Бетховен
Бетховен и Моцарт культивировали маркировку настроения, такого как con amore, appassionato, cantabile и expressivo. На самом деле, это было возможно, потому что импровизация — это спонтанное искусство, что это сродни общению в любви.
Бетховен и Моцарт оставили после себя прекрасные примеры того, насколько их импровизации были похожи — во множествах вариаций и сонат, которые они опубликовали, что также было заметно и в выписанных каденциях (это иллюстрируют то, что их импровизации звучали бы как одинаково). В качестве клавишника Моцарт соревновался по крайней мере один раз в импровизации с Муцио Клементи. Бетховен победил во множестве сложных импровизационных соревнований над такими соперниками, как Иоганн Непомук Гуммель, Даниил Штейбельт, и Джозеф Воельфль.

### Период романтизма
Экспромт, как вид введения раздробления на куски и связи между частями, продолжали быть особенностью концертирования на фортепиано до начала XX века. Среди тех, кто практиковал такие импровизации были Ференц Лист, Феликс Мендельсон, Антон Рубинштейн, Игнаций Падеревский, Грейнджер Перси и Пахманн. Импровизация как область музыкального искусства, вероятно, снизилось с ростом записи.

#### Опера
После изучения более 1200 ранних записей Верди, музыкальный эксперт и теоретик Уилл Кратчфилд пришёл к выводу, что «соло каватина была наиболее очевидной и непреходящим местом в плане сольного усмотрения в XIX веке оперой». Здесь было выделено семь основных типов вокальной импровизации, используемые оперными певцами, согласно этому справочнику:
- вердиевская каденция с полной остановки;
- ария без полной остановки: ballate, canzoni и romanze;
- орнаментация внутренней каденции;
- мелодические вариации (интерполированные высокие ноты, acciaccature, поднятая на два тона);
- строфическое варьирование и проблема caballeta;
- фасилитации (puntature, упрощение fioratura и так далее);
- речитатив.

## Мнение современников
Ближе к концу раздела эстетической теории под названием «искусство красоты» (в английском издании), Теодор Адорно также включил краткое рассуждение на эстетическую ценность импровизации. Утверждая, что произведение искусства должно быть построено по принципу «вещь-характер», с помощью которого и должны быть в них духовные перерывы в содержании, Адорно также отмечает, что «вещь-характер» как самостоятельное свойство, пока отсутствует. Можно предположить, что Адорно имел в виду классическую импровизацию, а не джаз, которому он устроил разнос. Он назвал джаз, например, антитезой Бетховена. Так он «отправил» его на продолжительную обработку, по сути, это был традиционный джаз, на который он смотрел через призмы и жаргон подлинности.
По мнению Гленна Гульда, импровизация может быть использована, чтобы получить что-то новое из прошлого материала, который становится устаревшим через свои ограниченные понятия, тональности, формы и вариации. Хотя понимание Гульдом современной музыки было необычным, тем не менее он явно считал, что музыкальная история — конечное исследование форм и тональных понятий.

## В индийской классической музыке
Рага — один из мелодических ладов, используемых в индийской классической музыке. Джоэп Бор из Роттердамской консерватории определил рагу как «тональную основу для композиции и импровизации». Назир Джайразбхой, председатель отдела этномузыкологии Калифорнийского университета в Лос-Анджелесе, охарактеризовал раги как разделенные по шкале, линии восхождения и спуска, быстротечности, подчеркнутым нотам и регистру, а также интонации и украшениям. В раге используется последовательность из пяти или более музыкальных нот, на основе которых строится мелодия. Однако подход к нотам и их передача в музыкальных фразах, а также настроение, которое они передают, более важны для определения раги, чем сами ноты. В индийской музыкальной традиции раги связаны с разным временем суток или сезонами. Индийская классическая музыка всегда помещается в рагу. Неклассическая музыка, такая как популярные песни из индийских фильмов и газели, иногда использует раги в своих композициях.
Согласно Британской энциклопедии, рага, также называемая раг (в северной Индии) или рагам (в южной Индии) (от санскрита, что означает «цвет» или «страсть»), в классической музыке Индии, Бангладеш и Пакистана. представляет собой «мелодическую основу для импровизации и композиции. Рага основана на гамме с заданным набором нот, типичным порядком их появления в мелодии и характерными музыкальными мотивами. Основные компоненты раги можно записать в форму звукоряда (иногда отличающегося восхождением и нисхождением). Используя только эти ноты, подчеркивая определённые ступени звукоряда и переходя от ноты к ноте характерными для раги способами, исполнитель задается целью создать настроение или атмосфера (раса), уникальная для рассматриваемой раги. В настоящее время используется несколько сотен раг, и теоретически возможны тысячи».
Алапа (санскрит: «разговор») — это «импровизированные мелодические структуры, раскрывающие музыкальные характеристики раги». «Алапа обычно составляет первую часть исполнения раги. Вокальная или инструментальная, она сопровождается гудящим (продолжающим тон) инструментом, а часто также мелодическим инструментом, который повторяет фразы солиста с задержкой в несколько секунд. Основная часть алапы не метрическая, а ритмически свободная; в музыке хиндустани она постепенно переходит в часть, известную как джор, в которой используется ритмический пульс, но не тала (метрический цикл). Исполнитель алапы постепенно вводит основные ноты и мелодию. обороты исполняемой раги. Только когда солист удовлетворится тем, что он изложил весь спектр мелодических возможностей раги и установил её неповторимое настроение и индивидуальность, он переходит, не прерываясь, к метрически организованной части раги. Если присутствует барабанщик, как это обычно бывает на официальном концерте, его первые удары служат сигналом для слушателя о том, что алапа завершена».

## Современность

### Джаз
Импровизация — это один из базовых элементов, который отделяет джаз от других видов музыки. Объединяя моменты импровизации, которые происходят в живом исполнении и не понимаются исполнителем, слушателем и физическим пространством, где и проходит выступление. Даже если импровизация тоже нашла отражение вне джаза, то может быть, что никакая другая музыка не полагается столько на искусство «сочинения в данный момент», требуя, чтобы каждый музыкант поднимется до определённого уровня творчества, что может поставить исполнителя к связям с его сознанием или сознанием слушателей, а также с сознанием даже целых государств. Использование импровизированных джазовых записей в образовательных целях также широко известны. Они предлагают четкое значение в качестве документирования выступлений, несмотря на их предполагаемые ими ограничения. С этими доступность поколений джазовых музыкантов не способны впутать стили и влияния в их исполнении в новых импровизациях. Много различных гамм и ладов можно использовать в импровизации. Они часто не записаны в процесс, но они помогают музыкантам практиковаться в джазе.